# باستیان شواینشتایگر
باستیان شواینشتایگر (آلمانی: Bastian Schweinsteiger؛ زادهٔ ۱ اوت ۱۹۸۴) بازیکن سابق فوتبال اهل آلمان است که در پست هافبک بازی می‌کرد. او در اوایل، به‌ عنوان یک هافبک دفاعی بازی می‌کرد. او بعداً به هافبک میانی روی آورد. یوآخیم لوو، سرمربی سابق تیم ملی آلمان، از شواینشتایگر به‌ عنوان «یکی از بهترین بازیکنانی که این کشور تا به‌حال تولید کرده» یاد کرده‌است.

## سبک بازی
شواینی یک هافبک توانا با میزان مسئولیت پذیری بالا بود. پست اصلی او هافبک مرکزی بود ولی میتوانست به عنوان هافبک چپ، راست و هافبک هجومی بازی کند. شوت های پرقدرت، دریبل زنی، قدرت بدنی، پاس های عالی از ویژگی بازی شواینی بودند. او یک بازیخوان واقعی در کار های دفاعی بود. شواینی با جنگندگی و پا به توپ عالی که داشت هم در حمله و هم در دفاع شرکت می کرد.

## سابقه

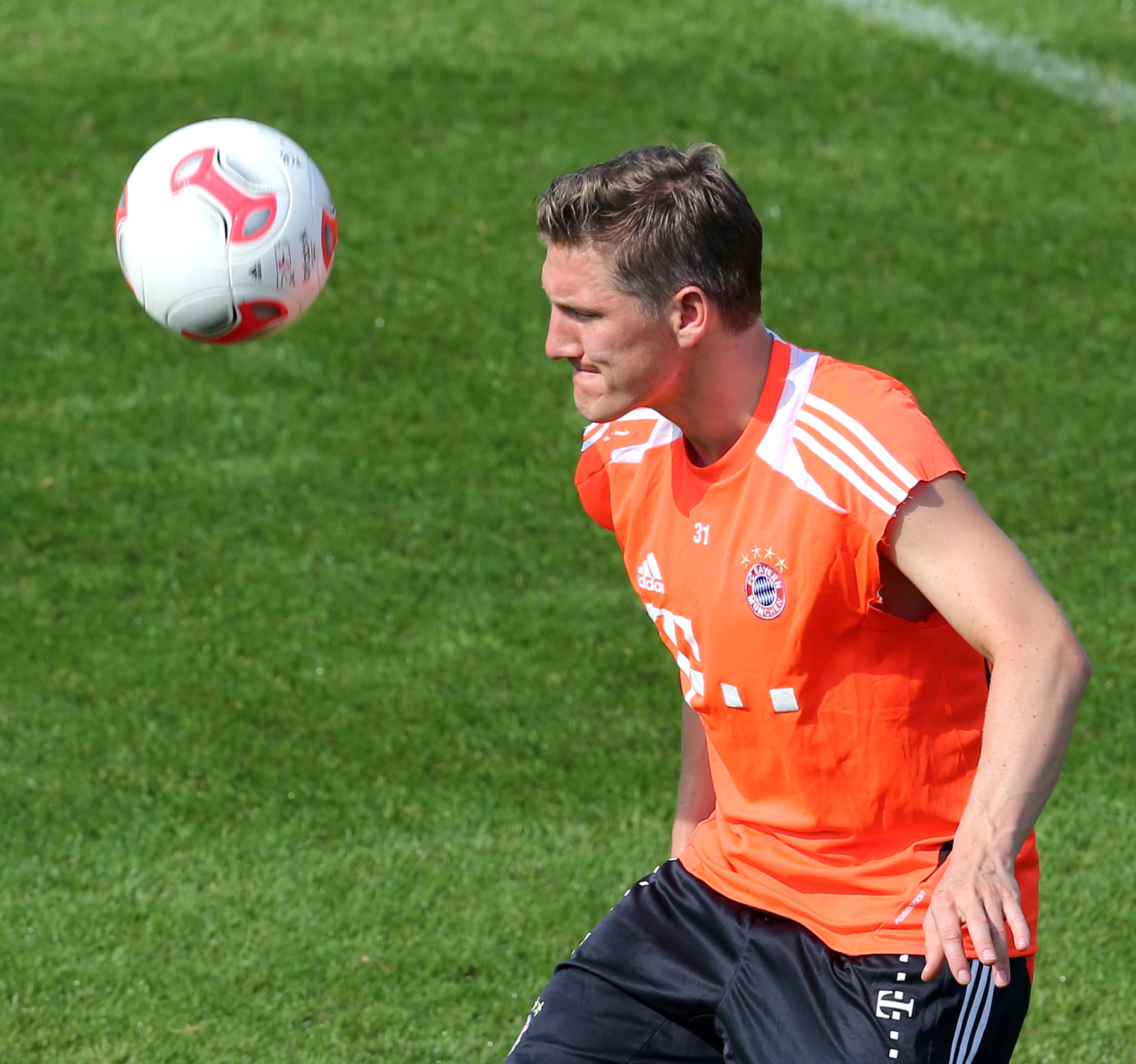

شواین‌شتایگر در تاریخ ۱ ژوئیه ۱۹۹۸ به عضویت تیم جوانان باشگاه بایرن مونیخ درآمد. شواین‌اشتایگر که در دوران نوجوانی به ورزش اسکی می‌پرداخته صاحب یک قهرمانی اسکی قهرمانی آلمان نیز است. او در بازی‌های ابتدایی کار خود را به عنوان مدافع چپ شروع کرد اما بعدها نشان داد توانایی بازی به عنوان هافبک چپ و راست را دارد، همین‌طور به عنوان هافبک دفاعی و هافبک هجومی پشت سر مهاجمان بازی‌های درخشانی انجام داد. شوت‌های پرقدرت، دریبل زنی و قدرت بدنی بسیار خوب از خصوصیات این بازیکن فوتبال است. تنها پس از دو فصل تمرین با تیم نخست بایرن او در نوامبر سال ۲۰۰۲ با تعویض دیر هنگامی توسط اتمار هیتسفلد برای نخستین بار در دیدار با لانس از فرانسه وارد دیدار از لیگ قهرمانان اروپا شد و موفق شد پاس گلی برای هم تیمی‌هایش بسازد.
پس از این بایرن مونیخ با او قراردادی حرفه‌ای به امضا رساند و در فصل ۲۰۰۲–۰۳ ۱۴ بازی در بوندسلیگا برای بایرن مونیخ انجام داد و تیمش را در کسب عنوان قهرمانی جام حذفی آلمان و بوندس لیگا کمک کرد. فصل بعد او برای بایرن ۲۶ دیدار در بوندس لیگا انجام داد.
شواینشتایگر نخستین گل خود را در بوندسلیگا در سپتامبر ۲۰۰۳ برابر ولفسبورگ به ثمر رساند. شواین اشتایگر تا پایان فصل ۲۰۰۸، ۱۷۰ بازی در رقابت‌های لیگ قهرمانان اروپا، بوندسلیگا و جام حذفی آلمان برای تیمش انجام داده‌است و ۱۸ گل نیز زده‌است. به خاطر سبک بازی و قدرت رهبری شواینی در زمین؛ هواداران بایرن به وی لقب رئیس را دادند. باستیان به همراه دیگر بازیکنان تیم ملی فوتبال آلمان جام قهرمانی جام جهانی ۲۰۱۴ را بالای سر برد.. شاید یکی از فراموش نشدنی‌ترین تصاویر فینال جام جهانی تصویر شواینی باشد که با صورت خون آلود به لیونل مسی ای می‌نگرد که با بازی قابل ستایش شواینی از جریان بازی فینال محو شده بود. شاید اگر ژرمن‌ها رئیس را در بازی فینال نداشتند سرنوشت جام به شکل دیگری رقم می‌خورد. سر انجام در فوریه ۲۰۱۶ طی بیانیه‌ای از بازی‌های ملی کناره‌گیری کرد و در تاریخ یکم سپتامبر ۲۰۱۶ در بازی برابر با فنلاند آخرین بازی خویش را برای آلمان انجام داد.
او در تاریخ ۱۸ نوامبر ۲۰۰۸ با وجود پیشنهادهای فراوانی که از یوونتوس، منچستر یونایتد و چلسی داشت قراردادش را با بایرن مونیخ تا ۲۰۱۲ تمدید کرد. باستیان تا سال ۲۰۱۵ در بایرن ماند و بازی‌های درخشانی را به نمایش گذاشت وی در سال ۲۰۱۵ با باشگاه منچستر یونایتد قرار داد بست و از بایرن مونیخ جدا شد.

## زندگی شخصی
باستیان یک کاتولیک رمی است. بیشتر طرفداران او را «باستی» یا «شواینی» صدا می‌زنند. او یک برادر بزرگتر به نام توبیاس دارد که سابقه بازی در تیم بایرن مونیخ را در کارنامه خود دارد. شواینی از سال ۲۰۰۷ تا ژوئیه ۲۰۱۴ با مدل آلمانی سارا برندر در ارتباط بود و این دو در مونیخ با یکدیگر زندگی می‌کردند.
در سپتامبر ۲۰۱۴ با تنیسور سابق صربستانی دارنده یک گرند اسلم آنا ایوانویچ وارد رابطه شد و این زوج در ۱۲ ژوئیه ۲۰۱۶ در ونیز ازدواج کردند. در ۲۳ نوامبر ۲۰۱۷ این دو خبر دادند که منتظر اولین فرزند خود هستند، اولین فرزند آن‌ها که «لوکا» نام دارد در تاریخ ۱۷ مارس ۲۰۱۸ در شیکاگو به دنیا آمد.

## آمار دوره حرفه‌ای

### آمار بازی‌های باشگاهی
| باشگاه      | فصل      | لیگ  | لیگ | لیگ    | جام  | جام | جام    | اروپا | اروپا | اروپا  | جمع  | جمع | جمع    |
| باشگاه      | فصل      | بازی | گل  | پاس گل | بازی | گل  | پاس گل | بازی  | گل    | پاس گل | بازی | گل  | پاس گل |
| ----------- | -------- | ---- | --- | ------ | ---- | --- | ------ | ----- | ----- | ------ | ---- | --- | ------ |
| بایرن مونیخ | ۲۰۰۲–۰۳  | ۱۴   | ۰   | ۲      | ۱    | ۲   | ۰      | ۱     | ۰     | ۰      | ۱۶   | ۲   | ۲      |
| بایرن مونیخ | ۲۰۰۳–۰۴  | ۲۶   | ۴   | ۵      | ۳    | ۰   | ۰      | ۳     | ۰     | ۰      | ۳۲   | ۴   | ۵      |
| بایرن مونیخ | ۲۰۰۴–۰۵  | ۲۶   | ۳   | ۷      | ۶    | ۰   | ۲      | ۷     | ۱     | ۱      | ۳۹   | ۴   | ۱۰     |
| بایرن مونیخ | ۲۰۰۵–۰۶  | ۳۰   | ۳   | ۳      | ۴    | ۰   | ۲      | ۷     | ۰     | ۳      | ۴۱   | ۳   | ۸      |
| بایرن مونیخ | ۲۰۰۶–۰۷  | ۲۷   | ۴   | ۶      | ۳    | ۰   | ۱      | ۸     | ۲     | ۱      | ۳۸   | ۶   | ۸      |
| بایرن مونیخ | ۲۰۰۷–۰۸  | ۳۰   | ۱   | ۸      | ۴    | ۰   | ۰      | ۱۲    | ۰     | ۳      | ۴۶   | ۱   | ۱۱     |
| بایرن مونیخ | ۲۰۰۸–۰۹  | ۳۱   | ۵   | ۱۲     | ۴    | ۲   | ۰      | ۹     | ۲     | ۲      | ۴۴   | ۹   | ۱۴     |
| بایرن مونیخ | ۲۰۰۹–۱۰  | ۳۳   | ۲   | ۳      | ۴    | ۱   | ۱      | ۱۱    | ۰     | ۰      | ۴۸   | ۳   | ۴      |
| بایرن مونیخ | ۲۰۱۰–۱۱  | ۳۲   | ۴   | ۷      | ۵    | ۲   | ۱      | ۷     | ۲     | ۲      | ۴۴   | ۸   | ۱۰     |
| جمع دوره    | جمع دوره | ۳۴۲  | ۴۵  | ۶۹     | ۴۷   | ۹   | ۹      | ۸۹    | ۱۲    | ۱۹     | ۵۰۰  | ۶۸  | ۱۰۰    |

### آمار بازی‌های ملی

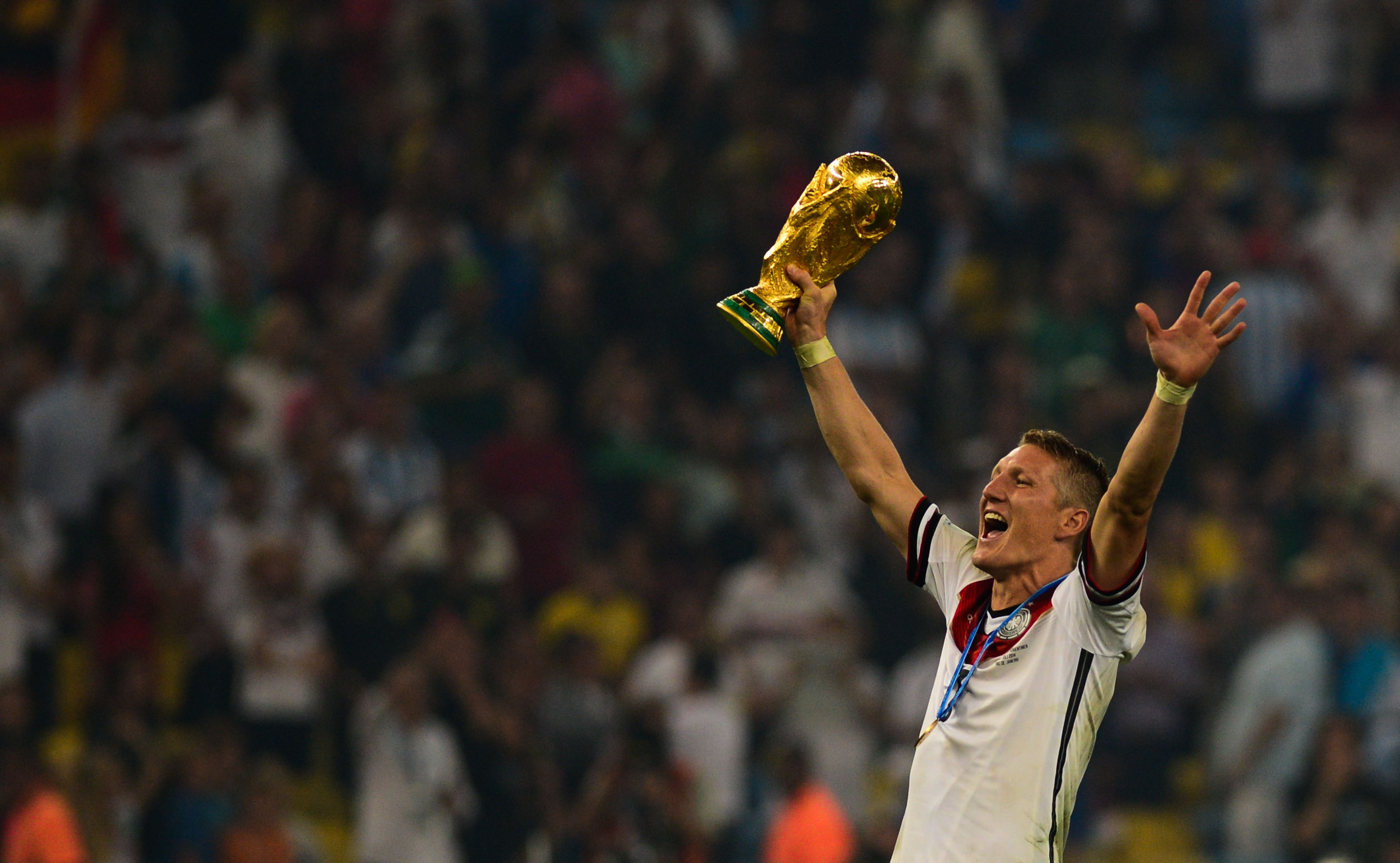

| سال  | بازی | گل | پاس گل |
| ---- | ---- | -- | ------ |
| ۲۰۰۴ | ۱۰   | ۰  | ۲      |
| ۲۰۰۵ | ۱۳   | ۴  | ۳      |
| ۲۰۰۶ | ۱۸   | ۹  | ۱۱     |
| ۲۰۰۷ | ۶    | ۰  | ۱      |
| ۲۰۰۸ | ۱۵   | ۴  | ۳      |
| ۲۰۰۹ | ۱۰   | ۲  | ۳      |
| ۲۰۱۰ | ۱۲   | ۲  | ۴      |
| ۲۰۱۱ | ۴    | ۳  | ۲      |
| جمع  | ۱۲۱  | ۲۴ | ۳۹     |

### گل‌های ملی
| ۱.  | ۸ جون ۲۰۰۵     | روسیه               | ۱ – ۱ | ۲–۲   |
| #   | تاریخ          | حریف                | گل    | نتیجه |
|     |                |                     |       |       |
| ۲.  | ۸ جون ۲۰۰۵     | روسیه               | ۲ – ۱ | ۲–۲   |
| ۳.  | ۱۸ جون ۲۰۰۵    | تونس                | ۲ – ۰ | ۰–۳   |
| ۴.  | ۲۹ جون ۲۰۰۵    | مکزیک               | ۲ – ۱ | ۳–۴   |
| ۵.  | ۲۲ مارس ۲۰۰۶   | ایالات متحده آمریکا | ۱ – ۰ | ۱–۴   |
| ۶.  | ۳۰ می ۲۰۰۶     | ژاپن                | ۲ – ۲ | ۲–۲   |
| ۷.  | ۲ ژوئیه ۲۰۰۶   | کلمبیا              | ۲ – ۰ | ۰–۳   |
| ۸.  | ۸ ژوئیه ۲۰۰۶   | پرتغال              | ۱ – ۰ | ۱–۳   |
| ۹.  | ۸ ژوئیه ۲۰۰۶   | پرتغال              | ۳ – ۰ | ۱–۳   |
| ۱۰. | ۶ سپتامبر ۲۰۰۶ | سان مارینو          | ۰ – ۲ | ۱۳–۰  |
| ۱۱. | ۶ سپتامبر ۲۰۰۶ | سان مارینو          | ۰ – ۷ | ۱۳–۰  |
| ۱۲. | ۷ اکتبر ۲۰۰۶   | گرجستان             | ۱ – ۰ | ۰–۲   |
| ۱۳. | ۱۱ اکتبر ۲۰۰۶  | اسلواکی             | ۰ – ۳ | ۱–۴   |
| ۱۴. | ۱۹ جون ۲۰۰۸    | پرتغال              | ۱ – ۰ | ۲–۳   |
| ۱۵. | ۲۵ جون ۲۰۰۸    | ترکیه               | ۱ – ۱ | ۲–۳   |
| ۱۶. | ۲۰ اوت ۲۰۰۸    | بلژیک               | ۱ – ۰ | ۰–۲   |
| ۱۷. | ۶ سپتامبر ۲۰۰۸ | لیختن‌اشتاین         | ۰ – ۴ | ۰–۶   |
| ۱۸. | ۲۸ مارس ۲۰۰۹   | لیختن‌اشتاین         | ۳ – ۰ | ۰–۴   |
| ۱۹. | ۱۲ اوت ۲۰۰۹    | آذربایجان           | ۰ – ۱ | ۰–۲   |
| ۲۰. | ۳ جون ۲۰۱۰     | بوسنی و هرزگوین     | ۲ – ۱ | ۱–۳   |
| ۲۱. | ۳ جون ۲۰۱۰     | بوسنی و هرزگوین     | ۳ – ۱ | ۱–۳   |
| ۲۲. | ۱۰ اوت ۲۰۱۱    | برزیل               | ۱–۰   | ۳–۲   |
| ۲۳. | ۷ اکتبر ۲۰۱۱   | ترکیه               | ۳ – ۱ | ۱–۳   |
| ۲۴. | ۱۲ جون ۲۰۱۶    | اوکراین             | ۲ – ۰ | ۲–۰   |

## افتخارات
- بایرن مونیخ
  - قهرمانی بوندسلیگا: ۲۰۰۳، ۲۰۰۵، ۲۰۰۶، ۲۰۰۸، ۲۰۱۰، ۲۰۱۳، ۲۰۱۴، ۲۰۱۵
  - جام حذفی فوتبال آلمان: ۲۰۰۳، ۲۰۰۵، ۲۰۰۶، ۲۰۰۸، ۲۰۱۰، ۲۰۱۳، ۲۰۱۴
  - لیگ پوکال: ۲۰۰۴، ۲۰۰۷
  - سوپر جام فوتبال آلمان: ۲۰۱۰، ۲۰۱۲
  - لیگ قهرمانان اروپا: ۲۰۱۳ نائب قهرمان: ۲۰۱۰، ۲۰۱۲

منچستریونایتد
قهرمانی جام خیریه انگلستان ٢٠١٦
- تیم ملی فوتبال آلمان
- جام کنفدراسیون‌ها سوم: ۲۰۰۵
- جام جهانی فوتبال قهرمان: ۲۰۱۴ سوم: ۲۰۰۶ و ۲۰۱۰
- جام ملت‌های اروپا نائب قهرمان: ۲۰۰۸ سوم: ۲۰۱۲ چهارم: ۲۰۱۶